# Zhang Daxun
Zhang Daxun (chin.: 張達尋, * 1981) ist ein chinesischer Kontrabassist.

## Leben und Wirken
Zhang entstammt einer Musikerfamilie aus Harbin. Er begann mit neun Jahren Kontrabass zu spielen und studierte ab dem elften Lebensjahr am Zentralen Musikkonservatorium in Peking. Er setzte seine Ausbildung an der Interlochen Arts Academy und an der Indiana University School of Music bei Lawrence Hurst fort. Er unterrichtete an der Northwestern University und ist Assistant Professor für Kontrabass an der University of Texas at Austin.
2001 war Zhang der bis dahin jüngste Gewinner der International Society of Bassists Solo Competition. Ebenso erhielt er den Großen Preis der
American String Teachers Association National Solo Competition. 2003 erhielt er den ersten Preis der Women's Auxiliary of the Minnesota Symphony Orchestra (WAMSO), der mit einem Auftritt mit dem Minnesota Symphony Orchestra unter Osmo Vanska verbunden war.
Als Solist trat er u. a. mit dem Orange County's Pacific Symphony, dem Monroe Symphony Orchestra, dem Grand Rapids Symphony Orchestra, dem Chamber Orchestra of the Triangle und dem Cedar Rapids Symphony Orchestra auf und gab Konzerte beim  La Jolla Music Society's Summerfest, den Linton Chamber Music Series in Cincinnati, beim Strings in the Mountains Music Festival und dem Vancouver Chamber Music Festival. 2006 spielte er am Lincoln Center Bizets Carmenphantasie mit dem Orchestra of St. Luke's unter Leitung von Keith Lockhart.
2007 erhielt er als zweiter Kontrabassist in der Geschichte des Preises den renommierten Avery Fisher Career Grant. Im Sommer des Jahres führte er mit dem Cellisten David Finckel und dem Pianisten Wu Han beim Festival Music@Menlo in California Schuberts Forellenquintett auf. In der Saison 2007–08 trat er erneut am Lincoln Center auf, 2008 beim Music@Menlo-Festival und mit dem Kammerensemble DITTO im Seoul Arts Center in Korea.
Weiterhin ist Zhang Mitglied von Yo-Yo Mas Silk Road Ensemble. Als Mitglied des Ensembles trat er mit dem Chicago Symphony Orchestra u. a. in der Carnegie Hall, in Japan und China auf und wirkte an dessen Alben Beyond the Horizon und New Impossibilities mit. Mit dem Pipaspieler Yang Wei und dem Pianisten Tomoko Kashiwagi gründete er das Kammerensemble Qi Lin.